# Ora iQ
Ora iQ – elektryczny samochód osobowy typu crossover coupe klasy kompaktowej produkowany pod chińską marką Ora w latach 2018–2020.

## Historia i opis modelu

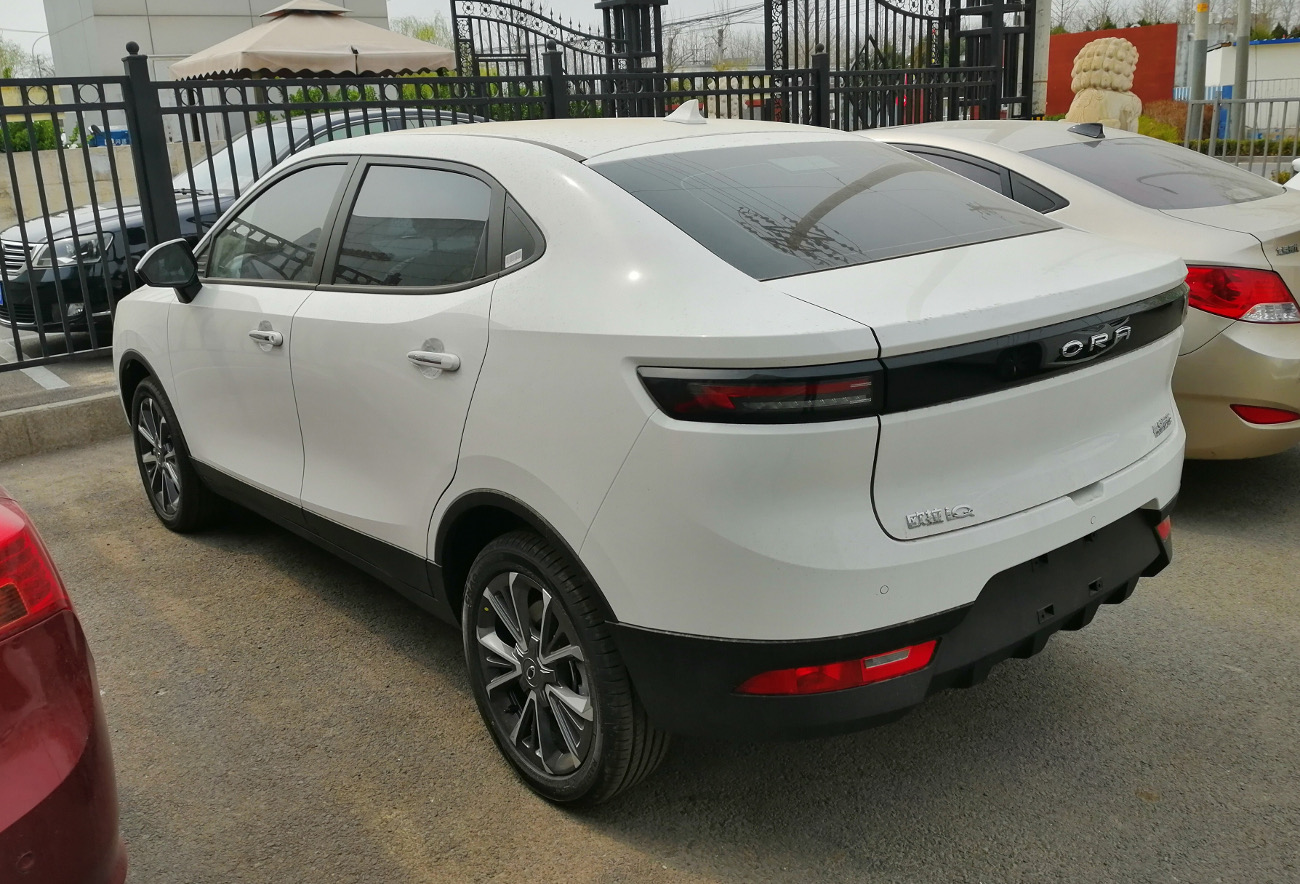
Ora iQ - tył

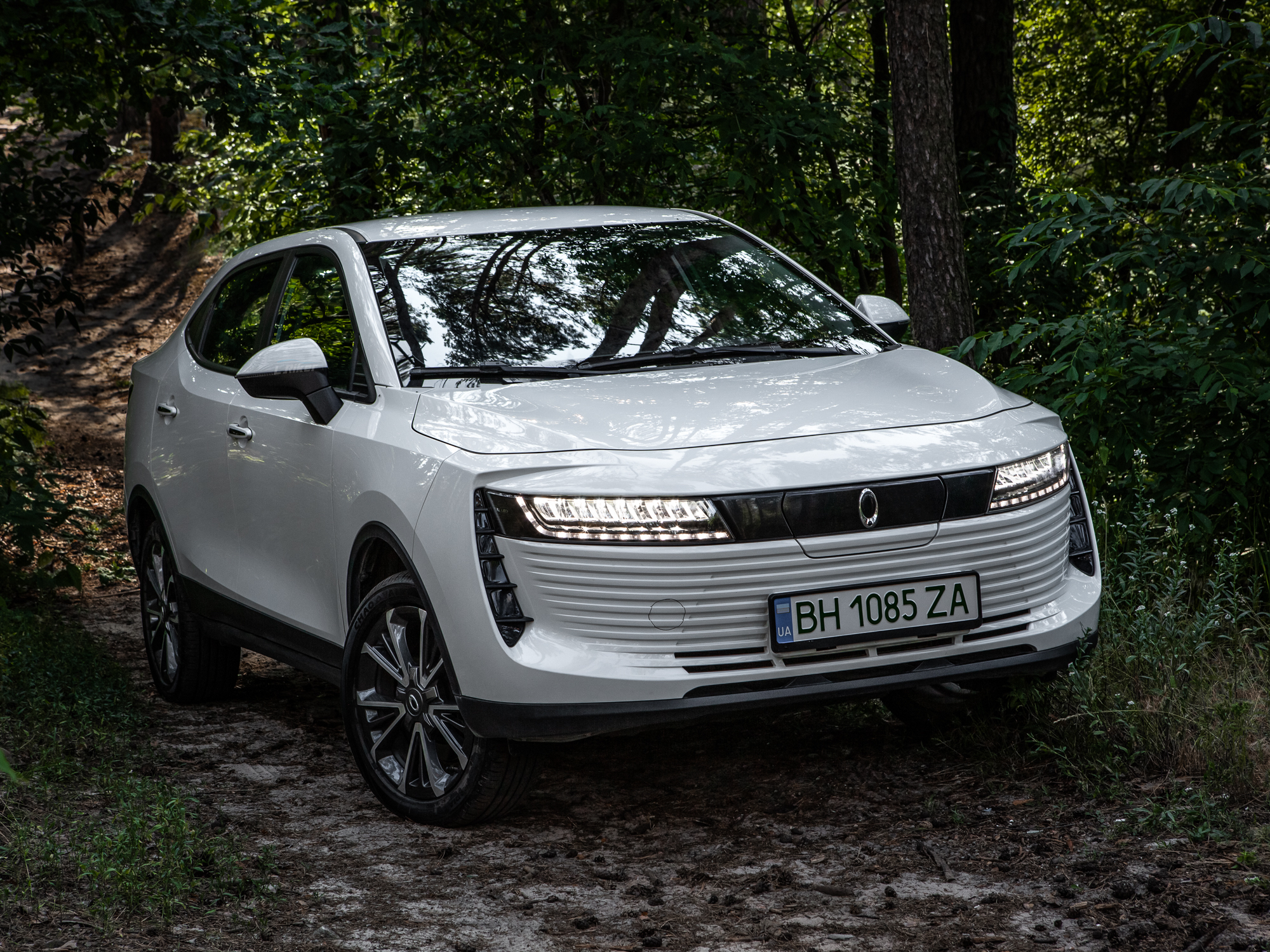
Ora iQ w Ukrainie

W maju 2018 roku koncern Great Wall Motors ogłosił wprowadzenie na rynek nowej marki samochodów elektrycznych Ora. Pierwszym modelem został kompaktowy model iQ łączący cechy crossovera z trójbryłowym nadwoziem typu sedan.
Charakterystycznymi cechami wyglądu zewnętrznego stały się wąskie, podłużne reflektory z wycięciami przy krawędziach błotników, a także podłużne, jednoczęściowe tylne lampy biegnące przez całą szerokość nadwozia.

### Sprzedaż
Samochód skonstruowano z myślą o wewnętrznym rynku chińskim, rozpoczynając sprzedaż w sierpniu 2018 roku. W pierwszym pełnym roku sprzedaży, 2019, Ora sprzedała 10,3 tysiąca sztuk iQ. Samochód w dłuższej perspektywie nie zdobył dużej popularności i został wycofany z produkcji z końcem 2020 roku, znikając z oferty na rzecz nowszych modeli z linii "Cat".

### Dane techniczne
Ora iQ jest samochodem o napędzie elektrycznym, który tworzy bateria o pojemności 46,57 kWh. Samochód rozwija 100 km/h w 7,7 sekundy, maksymalnie osiąga 150 km/h i rozwija moc 163 KM przy 280 Nm maksymalnego momentu obrotowego.